# Мурманский край
Мурманский край — территориальная единица РСФСР, включавшая в себя Александровский уезд и часть Кемского уезда Архангельской губернии. Существовал в период с 1918 по 1920 годы.

## История
Первые упоминания о Мурманском крае относятся к периоду после Февральской революции, когда власть в регионе была принята Мурманским Советом рабочих и солдатских депутатов. 27 октября (9 ноября) 1917 года Совет передал всю власть Мурманскому Временному Революционному Комитету, который вскоре — 17 (30) ноября 1917 года — был распущен, и вся власть была возвращена Совету.
Мурманский край был выделен в самостоятельную единицу административно-территориального деления РСФСР 18 февраля 1918 года на губернском съезде Советов. Мурманский Совет депутатов стал подчиняться не Архангельскому Совету, а непосредственно Совету Народных Комиссаров РСФСР.
После начала иностранной интервенции и падения советской власти на территории края, 2 августа 1918 года было создано Верховное управление Северной области. 15 сентября того же года постановлением Верховного управления Мурманский край был включён в состав Северной области. В октябре 1918 года были отменены все Советы и восстановлены земства.
2 февраля 1920 года постановлением Верховного управления Северной области была образована Мурманская губерния, состоявшая из Александровского и Кемского уездов, входивших ранее в Мурманский край, и части Олонецкой губернии.

## Состав
В состав Мурманского края входили Кандалакшская (центр — с. Кандалакша) и Ковдская (центр — с. Ковда) волости Кемского уезда и весь Александровский уезд Архангельской губернии, состоявший из семи волостей: Кольско-Лопарской (центр — г. Кола), Кузоменской (центр — с. Кузомень), Мурманско-Колонистской, позже переименованной в Печенгскую (центр — с. Печенга и колония Баркино), Понойской (центр — с. Поной), Териберской (центр — становище Териберка), Тетринской (центр — с. Тетрино) и Умбской (центр — с. Умба). На территории уезда находились города Александровск, Кола и Мурманск.